# Осипенков, Игорь Алексеевич
Игорь Алексеевич Осипенков (англ. Igor Ossipenkov; 28 апреля 1963, Нарва, Эстонская ССР, СССР) — эстонский хоккеист русского происхождения, нападающий.

## Карьера
Начинал свою карьеру в ленинградском СКА. В сезоне 1981/1982 Осипенков провел за «армейцев» восемь игр в Высшей лиги советского первенства. Затем нападающий несколько лет провел во второй команде СКА — «Звезда» (Оленегорск), которая выступала в Первой лиге.
После своего возвращения на родину Осипенков играл в советских первенствах за различные эстонские команды. После распада союза, хоккеист, как и его партнер Николай Кильдишов, поиграл в Финляндии и России, но большую часть карьеры он отдал нарвскому «Крейнгольму», позднее преобразованного в «Нарву ПСК». С командой из родного города Осипенков неоднократно становился чемпионом Эстонии.
В течение долгого времени хоккеист входил в состав сборной Эстонии. Вместе с ней он принял участие в одиннадцати Чемпионатах мира в низших лигах. Некоторое время нападающий был капитаном национальной команды.

## Тренерская работа
После окончания игровой карьеры Игорь Осипенков занялся тренерской деятельностью. Один год он руководил юношеской сборной Эстонии, а затем трудился с "Нарвой-ПСК."

## Достижения
- Чемпион Эстонии (5): 1990, 1991, 1992, 1993, 2001.